# San José Mogote

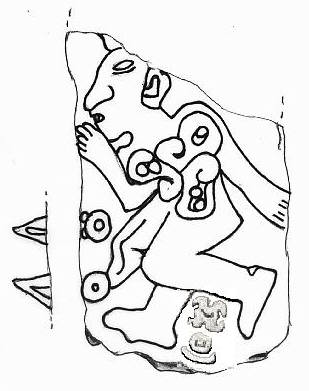
Monumento 3 de San José Mogote

San José Mogote é um sítio arqueológico mesoamericano da cultura zapoteca da época pré-clássica, situado no vale de Etla, alguns quilómetros para noroeste de Monte Albán, no estado de Oaxaca, México. É o maior, mais importante e mais antigo povoado permanente do vale de Oaxaca datado do período formativo (c. 1500 a.C. - 500 a.C.). Este sítio foi explorado por uma equipa da Universidade do Michigan dirigida por Kent V. Flannery. Trata-se de um sítio onde é possível apreciar ao longo do pré-clássico, a passagem de pequenos povoados de estrutura social igualitária para centros populacionais cada vez maiores, com uma diferenciação social cada vez mais marcada. Por razões desconhecidas acabaria por se tornar tributário do novo centro político zapoteca que era Monte Albán (cerca de 500 a.C.).
A história de San José Mogote é geralmente dividida em três fases:

## FaseTierras Largas(1400 a.C.-1150 a.C.)
Nesta fase, San José Mogote é já a maior aglomeração do vale de Oaxaca. O povoado estendia-se por 7 ha e albergaria uma população estimada em 150 habitantes. Estes dedicavam-se à cultura do milho, pimenta, abóbora e abacate, mas o produto da caça tinha ainda um papel importante na sua alimentação. O único indício de diferenciação social parece existir ao nível do modo como eram feitos os enterramentos. Uma construção desta época, repetidas vezes reconstruída, destaca-se das restantes, fazendo lembrar as kivas dos pueblos do sudoeste dos Estados Unidos, e a sua orientação (8º noroeste) seria mantida em construções religiosas posteriores.

## Fase San José (1150 a.C.-850 a.C.)
O povoado expande-se até uma área de 20 ha, com 400 a 600 habitantes. As escavações indicam que os habitantes de determinadas casas haviam-se especializado em determinadas formas particulares de artesanato, tais como espelhos de magnetite (utilizados no comércio com os olmecas a 250 km de distância). O comércio com comunidades distantes é também sugerido pela existência de grandes quantidades de ornamentos de conchas e cerâmica com motivos associados aos grupos olmecas. San José distingue-se dos povoados vizinhos pela presença de duas plataformas piramidais.

## Fase Rosário (850 a.C.-500 a.C.)
No decurso da fase Rosário, a última do sítio, os arqueólogos observam o aparecimento de lideranças rivais nos ramos sul e este do vale de Oaxaca e provavelmente terão ocorrido com elas conflitos armados. Em San José Mogote os arqueólogos estão particularmente interessados numa plataforma designada como Estrutura 19. Sobre ela existia uma outra plataforma, a Estrutura 28, sobre a qual existiria um templo em barro revestido de tabique, destruído por um incêndio de tal forma violento, que não poderá ter tido causa acidental, mas que corresponde à prática mesoamericana corrente em operações de guerra: a destruição do templo do adversário. Ligeiramente a norte da Estrutura 29, existe uma outra construção, a Estrutura 14. Entre as duas existia um corredor, cuja pedra da entrada é célebre. Trata-se do Monumento 3, o qual representa um indivíduo de cujo peito sai um jorro de sangue, provavelmente uma vítima sacrificial. Entre os seus pés, dois glifos que são a primeira manifestação de escrita zapoteca, geralmente lidos como "1-Terramoto". Pensa-se que se tratará do nome da vítima, de acordo com o costume mesoamericano de baptizar um indivíduo com um nome correspondente à sua data de nascimento no calendário ritual de 260 dias. Numa época mais tardia, serão produzidos em Monte Albán, monumentos com representações similares chamadas danzantes.